# 146 aC
El 146 aC  va ser un any del calendari romà prejulià. Durant la República i l'Imperi Romà es coneixia com l'Any del Consolat de Lèntul i Mummi o també any 608 Ab urbe condita o de la fundació de la ciutat). L'ús del nom «146 aC» per referir-se a aquest any es remunta a l'alta edat mitjana, quan el sistema Anno Domini va ser el mètode de numeració dels anys més comú a Europa.

## Esdeveniments

### Antiga Grècia
- Quint Cecili Metel, pretor, derrota a l'estrateg Critolau prop d'Escarfea a la Lòcrida, i després a un exèrcit arcadi prop de Queronea. No pot acabar la guerra abans de l'arribada del cònsol Luci Mummi, que és qui s'emporta la glòria d'haver sotmès Grècia. Quan torna a Roma aquell mateix any celebra un triomf per la seva victòria sobre Andrisc, i rep el títol de Macedònic.
- Luci Mummi es guanya el renom d'Acaic per la destrucció de Corint en la batalla de Corint, la conquesta de Grècia i l'establiment de la província d'Acaia. Derrota la Lliga Aquea, entra a Corint sense oposició i arrasa la ciutat, ven als corintis com a esclaus i els soldats destrueixen una part important de les obres d'art ja que en desconeixen el seu valor. Algunes obres es venen al rei de Pèrgam i altres són portades a Roma. Mummi respecta les propietat dels temples.[2]

### Antiga Roma
- Aquest any són elegits cònsols Gneu Corneli Lèntul i Luci Mummi Acaic. Luci Mummi és enviat a Grècia.[3][4]

### Àfrica
- Final de la tercera Guerra Púnica i destrucció de Cartago en la batalla de Cartago. La població cartaginesa no pot defensar la ciutat. Els romans, dirigits per Escipió Emilià, fan una esquerda a les muralles, aconsegueixen entrar i ocupen l'àgora. Lluiten casa per casa i maten als habitants de la ciutat. Durant sis dies lluiten els romans i els cartaginesos, fins que capturen la ciutadella fortificada de Birsa, sobre el cim d'un turó escarpat, al cor de la ciutat. Els últims supervivents cartaginesos, uns 50.000, es refugien al temple d'Eshmun a Birsa. Demanen clemència a Escipió, fins i tot Hasdrúbal el Boetarc, que havia escapat després de la destrucció del seu exèrcit i dirigeix la defensa de la ciutat. Escipió promet respectar les seves vides. Només queden al temple els desertors romans (prop d'un miler) que saben que seran executats. La dona d'Hasdrúbal, vestida amb una túnica de gala, insulta al seu marit i als romans i es llança a les flames. Els desertors també es tiren al foc.[5]

### Hispània
- Arriba a Hispània el pretor Gai Plauci amb un exèrcit nou. Viriat abandona Carpetània i es retira a Lusitània on Plauci el segueix creuant el Tagus. Mentre l'exèrcit romà construeix un campament fortificat a la muntanya, en un lloc d'olivers que els escriptors romans anomenen el Turo de Venus, Viriat els ataca i té lloc la batalla de Venus, on els romans sofreixen una gran derrota. Plauci, no presenta batalla i es retira als quarters d'hivern quan només és la meitat de l'estiu. Els territoris de les tribus aliades als romans queden exposades als atacs lusitans, i han de pagar tribut a Viriat, que ocupa la ciutat de Segòbriga, la principal dels celtibers, quan es nega a pagar el tribut.[6]

## Necrològiques
- Dieu, estrateg de la Lliga Aquea. Derrotat sota les muralles de Corint, no fa cap intent de defensar la ciutat i fuig cap a Megalòpolis, on mata la seva dona per evitar que caigui en mans de l'enemic i se suïcida prenent un verí.[7]